# Acantharctia nivea
Acantharctia nivea is een vlinder van de familie van de spinneruilen (Erebidae), van de onderfamilie van de beervlinders (Arctiinae). De wetenschappelijke naam van deze soort is voor het eerst voorgesteld door Per Olof Christopher Aurivillius in een publicatie uit 1900.
De soort komt voor in Senegal, Nigeria, Kameroen, Congo-Kinshasa en Angola.